# Aphis spiraephila
Aphis spiraephila är en insektsart som beskrevs av Patch 1914. Aphis spiraephila ingår i släktet Aphis och familjen långrörsbladlöss. Inga underarter finns listade i Catalogue of Life.